# Ivano Camozzi
Ivano Camozzi (Albino, 12 aprile 1962) è un ex sciatore alpino italiano.

## Biografia
Camozzi ottenne i primi punti in Coppa del Mondo l'11 gennaio 1983 nello slalom gigante di Adelboden; in Coppa Europa nella stagione 1984-1985 si piazzò 3º nella classifica di slalom gigante e nella stagione 1986-1987 3º in quella di supergigante. Partecipò ai XV Giochi olimpici invernali di Calgary 1988, sua unica presenza olimpica, piazzandosi 10º nel supergigante, 4º nello slalom gigante e non completando lo slalom speciale; in Coppa del Mondo conquistò l'unico podio nello slalom gigante di Park City del 23 novembre 1989, arrivando 3º dietro al norvegese Ole Kristian Furuseth e allo svizzero Pirmin Zurbriggen. Colse l'ultimo piazzamento di rilievo in carriera il 2 dicembre 1989, giungendo 15º nello slalom gigante di Coppa del Mondo disputato a Mont-Sainte-Anne; non ottenne piazzamenti ai Campionati mondiali. 

## Vita privata
È stato marito della svizzera Michela Figini, anche lei sciatrice alpina. Attualmente sposato con Carmen Trombetta.

## Palmarès

### Coppa del Mondo
- Miglior piazzamento in classifica generale: 38º nel 1988
- 1 podio (in slalom gigante):
  - 1 terzo posto

### Coppa Europa
- Miglior piazzamento in classifica generale: 11º nel 1987

### Campionati italiani
- 1 medaglia[3]:
  - 1 bronzo (slalom gigante nel 1985)